# Brian Shaw (Basketballspieler)
Brian Keith Shaw (* 22. März 1966 in Oakland, Kalifornien, Vereinigte Staaten) ist ein ehemaliger US-amerikanischer Basketballspieler und -trainer, der 14 Jahre in der National Basketball Association (NBA) spielte.

## Karriere
Bereits 1986 nahm Shaw als Mitglied der US-Nationalmannschaft an der Basketball-Weltmeisterschaft 1986 teil und gewann mit weiteren künftigen NBA-Spielern wie David Robinson, Steve Kerr, Sean Elliott und Kenny Smith die Goldmedaille. Shaw wurde beim NBA-Draft 1988 von den Boston Celtics ausgewählt und unterschrieb zunächst für ein Jahr.
Nach einem Gastspiel bei Pallacanestro Virtus Roma kehrte er 1990 zu den Celtics zurück, nachdem der Vertrag zwischen Shaw und Rom in einem Rechtsstreit für ungültig erklärt worden war. Shaw spielte die nächsten Jahre für verschiedene NBA-Klubs. 1995 erreichte er mit den Orlando Magic das NBA-Finale, wo die Magic den Houston Rockets unterlagen.
Seine erfolgreichste Zeit hatte Shaw zwischen 2000 und 2002 bei den Los Angeles Lakers, wo er an der Seite von Shaquille O’Neal und Kobe Bryant drei NBA-Meisterschaften feierte. 2003 trat er zurück.

## Trainerkarriere
Shaw arbeitete nach seiner Karriere als Assistenztrainer bei den Lakers unter Phil Jackson. In diesem Amt gewann er 2009 und 2010 die NBA-Meisterschaft. 2011 wechselte er in gleicher Position zu den Indiana Pacers. 2013 erhielt er bei den Denver Nuggets seine erste Anstellung als Cheftrainer.
Nach eineinhalb erfolglosen Jahren wurde Shaw von den Nuggets am 3. März 2015 vorzeitig entlassen. 2016 kehrte er als Assistenztrainer zu den Lakers zurück, dort arbeitete er unter Cheftrainer Luke Walton. In der Saison 2020/21 war Shaw Cheftrainer von NBA G League Ignite. Im Sommer 2021 wurde er als Assistenztrainer Mitglied des Stabs der Los Angeles Clippers.